# Ейвері-Крік (Північна Кароліна)
Ейвері-Крік (англ. Avery Creek) — переписна місцевість (CDP) в США, в окрузі Банком штату Північна Кароліна. Населення — 2241 особа (2020).

## Географія
Ейвері-Крік розташоване за координатами 35°27′54″ пн. ш. 82°34′19″ зх. д. / 35.46500° пн. ш. 82.57194° зх. д. (35.465062, -82.571857).  За даними Бюро перепису населення США в 2010 році переписна місцевість мала площу 4,48 км², уся площа — суходіл.

## Демографія
Згідно з переписом 2010 року, у переписній місцевості мешкало 1950 осіб у 747 домогосподарствах у складі 567 родин. Густота населення становила 435 осіб/км².  Було 824 помешкання (184/км²).
Расовий склад населення:
| - 89,2 % — білих - 4,1 % — азіатів - 3,1 % — чорних або афроамериканців - 0,4 % — корінних американців |

До двох чи більше рас належало 2,4 %. Частка іспаномовних становила 4,4 % від усіх жителів.
За віковим діапазоном населення розподілялося таким чином: 26,9 % — особи молодші 18 років, 62,1 % — особи у віці 18—64 років, 11,0 % — особи у віці 65 років та старші. Медіана віку мешканця становила 39,0 року. На 100 осіб жіночої статі у переписній місцевості припадало 92,1 чоловіків;  на 100 жінок у віці від 18 років та старших — 88,1 чоловіків також старших 18 років.
Середній дохід на одне домашнє господарство  становив 84 509 доларів США (медіана — 71 250), а середній дохід на одну сім'ю — 97 792 долари (медіана — 82 167). Медіана доходів становила 68 125 доларів для чоловіків та 37 833 долари для жінок. За межею бідності перебувало 3,6 % осіб, у тому числі 0,0 % дітей у віці до 18 років та 4,6 % осіб у віці 65 років та старших.
Цивільне працевлаштоване населення становило 1324 особи. Основні галузі зайнятості: освіта, охорона здоров'я та соціальна допомога — 27,6 %, мистецтво, розваги та відпочинок — 24,8 %, виробництво — 13,4 %, роздрібна торгівля — 10,3 %.